# Gostun (Bułgaria)
Gostun (bułg. Гостун) – wieś w południowo-zachodniej Bułgarii, w obwodzie Błagojewgrad, w gminie Bansko. Zarządzającym jest Iliya Belev. 
W Gostuniu urodził się Iwan Lebanow, pierwszy Bułgar który wywalczył medal zimowych igrzysk olimpijskich (brązowy medal w 1980).